# Sunetul muzicii
Sunetul muzicii  (titlu original: (în engleză: The Sound of Music)) este un film american din 1965 regizat de Robert Wise. Rolurile principale au fost interpretate de actorii Julie Andrews și Christopher Plummer. A câștigat în 1966 Premiul Oscar pentru cel mai bun film. Filmul Sunetul muzicii se bazează pe musicalul The Sound of Music din 1959, compus de Richard Rodgers pe versurile lui Oscar Hammerstein II.

## Distribuție
- Julie Andrews - Maria
- Christopher Plummer - Căpitan von Trapp
- Eleanor Parker - Baroana Elsa Schrader
- Richard Haydn - Max Detweiler
- Peggy Wood - Mutter Oberin
- Charmian Carr - Liesl Trapp
- Nicholas Hammond - Friedrich Trapp
- Heather Menzies - Louisa Trapp
- Duane Chase - Kurt Trapp
- Angela Cartwright - Brigitta Trapp
- Debbie Turner - Marta Trapp
- Kym Karath - Gretl Trapp
- Anna Lee - sora Margaretta
- Portia Nelson - sora Berthe
- Ben Wright - Herr Zeller
- Daniel Truhitte - Rolfe, poștaș
- Norma Varden - menajera Schmidt
- Gilchrist Stuart - Diener Franz
- Evadne Baker - sora Bernice
- Marni Nixon - sora Sophia
- Ada Beth Lee - sora Katherine
- Doreen Tryden - sora Agatha
- Doris Lloyd - Baroana Ebberfeld

## Melodii din film
1. Sunetul muzicii (The Sound of Music) – Maria
2. Preludio: Dixit Dominus (Psalmul 110), Morning Hymn (Rex Admirabilis) și Alleluia – corul de surori
3. Maria – Maica Stareță, sora Margherita, sora Berta, sora Sophia, sora Caterina, sora Agata
4. I Have Confidence – Maria
5. Sixteen Going on Seventeen – Rolfe, Liesl
6. My Favorite Things – Maria și cei șapte copii
7. My Favorite Things – Maria
8. Salzburg Montage – instrumental
9. Do-Re-Mi – Maria și cei șapte copii
10. The Sound of Music (reluare) – Georg von Trapp și cei șapte copii
11. The Lonely Goatherd – Maria și cei șapte copii
12. Edelweiss – Georg von Trapp
13. So Long, Farewell – cei șapte copii
14. The Sound of Music (reluare) – cei șapte copii
15. Climb Ev'ry Mountain – Maica Stareță
16. My Favorite Things (încheiere) – cei șapte copii și Maria
17. Something Good (The Sound of Music) – Maria și Georg von Trapp
18. Processional – instrumental
19. Maria (reluare) – instrumental
20. Sixteen Going on Seventeen (reluare) – Maria și Liesl
21. Do-Re-Mi (reluare) – familia von Trapp
22. Edelweiss (reluare) – familia von Trapp
23. So Long, Farewell (reluare) – familia von Trapp
24. Climb Ev'ry Mountain (reluare) – corul